# Wincanton Classic 1991
La 3e édition de la Wincanton Classic a lieu le 4 août 1991. Remportée par le Belge Eric Van Lancker, de l'équipe Panasonic-Sportlife, elle est la sixième épreuve de la Coupe du monde.

## Classement final
| Pos. | Cycliste           | Équipe               | Temps          |
| ---- | ------------------ | -------------------- | -------------- |
| 1    | Eric Van Lancker   | Panasonic-Sportlife  | 6 h 16 min 5 s |
| 2    | Rolf Gölz          | Ariostea             | + 29 s         |
| 3    | Jan Goessens       | Weinmann-Eddy Merckx | + 44 s         |
| 4    | Gilles Delion      | Helvetia-La Suisse   | m.t.           |
| 5    | Maurizio Fondriest | Panasonic-Sportlife  | m.t.           |
| 6    | Steven Rooks       | Buckler              | m.t.           |
| 7    | Marc Madiot        | RMO                  | m.t.           |
| 8    | Luc Leblanc        | Castorama            | m.t.           |
| 9    | Claudio Chiappucci | Carrera-Vagabond     | m.t.           |
| 10   | Frans Maassen      | Buckler              | m.t.           |